# Liste der Nummer-eins-Hits in Schweden (1978)
Diese Liste enthält alle Nummer-eins-Hits in Schweden im Jahr 1978. Es gab in diesem Jahr neun Nummer-eins-Singles und sechs Nummer-eins-Alben.
| Singles | Alben |
| --- | --- |
| - Baccara – Yes Sir, I Can Boogie - 20 Wochen (26. August 1977 – 12. Januar 1978) - Danny Mirror – I Remember Elvis Presley - 2 Wochen (13. Januar – 26. Januar) - Tom Robinson Band – 2-4-6-8 Motorway - 4 Wochen (27. Januar – 23. Februar) - Umberto Tozzi – Ti amo - 2 Wochen (24. Februar – 9. März) - Bonnie Tyler – It’s a Heartache - 14 Wochen (10. März – 13. Juli) - Boney M. – Rivers of Babylon - 10 Wochen (14. Juli – 21. September) - Magnum Bonum – Skateboard - 2 Wochen (22. September – 5. Oktober) - ABBA – Summer Night City - 2 Wochen (6. Oktober – 19. Oktober) - John Travolta & Olivia Newton-John – You’re the One That I Want - 12 Wochen (20. Oktober 1978 – 11. Januar 1979) | - ABBA – The Album - 4 Wochen (30. Dezember 1977 – 26. Januar 1978) - Baccara – Baccara - 4 Wochen (27. Januar – 23. Februar, insgesamt 8 Wochen; → 1977) - The Manhattan Transfer – Pastiche - 8 Wochen (24. Februar – 20. April) - Saturday Night Fever (Soundtrack) - 14 Wochen (21. April – 27. Juli) - Boney M. – Nightflight to Venus - 8 Wochen (28. Juli – 21. September) - Grease: The Original Soundtrack from the Motion Picture (Soundtrack) - 16 Wochen (22. September 1978 – 11. Januar 1979) |